# Sebastian Stan
Sebastian Stan (* 13. srpna 1982 Constanța, Rumunsko) je rumunsko-americký herec. K jeho nejvýznamnějším rolí patří James „Bucky“ Barnes / Winter Soldier ve snímcích o Kapitánu Amerikovi v rámci filmové série Marvel Cinematic Universe. V roce 2015 si také zahrál ve filmu Marťan. Fanoušci ho také mohou znát jako Jeffersona „Kloboučníka“ z Bylo, nebylo.

## Mládí
Sebastian se narodil v Rumunsku, ale v 8 letech se odstěhoval do Vídně, kde jeho matka získala práci pianistky. Po 4 letech se přestěhovali do Rockland County ve státě New York za druhým manželem jeho matky, který ho přihlásil do herecké denní školy. Během svého studia v Rocklandu si stihl zahrát v několika školních verzích divadelních her, například West Side Story.

## Kariéra
Od roku 2011 hraje postavu Jamese „Buckyho“ Barnese / Winter Soldiera ve filmové sérii Marvel Cinematic Universe. Poprvé se představil ve snímku Captain America: První Avenger a hrál i v navazujících filmech Captain America: Návrat prvního Avengera (2014) a Captain America: Občanská válka (2016). Poté si zahrál i v Avengers: Infinity War a Avengers: Endgame. V roce 2021 by měl vyjít seriál The Falcon and the Winter soldier. V drobné cameo roli se i ve snímku Ant-Man (2015).
Roku 2015 hrál, mimo jiné, ve filmech Marťan a Nikdy není pozdě.
Za herecký výkon v televizní minisérii Politická hra byl nominován na Critics' Choice Television Award, za bojovou scénu v Návratu prvního Avengera byl nominován na Filmovou cenu MTV.

## Filmografie

### Film
| Rok  | Název                                    | Role                                   |
| ---- | ---------------------------------------- | -------------------------------------- |
| 2004 | Tony n' Tina's Wedding                   | Johnny                                 |
| 2005 | Červené dveře                            | Simon                                  |
| 2006 | Architekt                                | Martin Waters                          |
| 2006 | Síly temna                               | Chase Collins                          |
| 2007 | Student Charlie Banks                    | Leo                                    |
| 2008 | Rachel se vdává                          | Walter                                 |
| 2009 | Samec                                    | Harry                                  |
| 2010 | To byl zítra flám                        | Blaine                                 |
| 2010 | Černá labuť                              | Andrew                                 |
| 2011 | Captain America: První Avenger           | James „Bucky“ Barnes                   |
| 2012 | Zmizelá                                  | Billy                                  |
| 2012 | Zjevení                                  | Ben                                    |
| 2014 | Captain America: Návrat prvního Avengera | James „Bucky“ Barnes / Winter Soldier  |
| 2015 | The Bronze                               | Lance Tucker                           |
| 2015 | Ant-Man                                  | James „Bucky“ Barnes / Winter Soldier  |
| 2015 | Nikdy není pozdě                         | Joshua                                 |
| 2015 | Marťan                                   | Dr. Chris Beck                         |
| 2016 | Captain America: Občanská válka          | Bucky Barnes / Winter Soldier          |
| 2017 | Já, Tonya                                | Jeff Gillooly                          |
| 2017 | Nejsem tady                              | Steve                                  |
| 2017 | Loganovi parťáci                         | Dayton White                           |
| 2018 | We Have Always Lived in the Castle       | Charles Blackwood                      |
| 2018 | Avengers: Infinity War                   | Bucky Barnes / Winter Soldier          |
| 2018 | Ničitelka                                | detektiv Chris                         |
| 2018 | Black Panther                            | Bucky Barnes / Winter Soldier          |
| 2019 | Avengers: Endgame                        | Bucky Barnes / Winter Soldier          |
| 2019 | Konce a začátky                          | Frank                                  |
| 2019 | Nejvyšší pocta                           | Scott Huffman                          |
| 2020 | Ďábel                                    | Lee Bodecker                           |
| 2020 | Monday                                   | Mickey                                 |
| 2022 | The 355                                  | Nick Fowler                            |
| 2022 | Fresh                                    | Steve                                  |
| 2023 | Peníze těch tupců                        | Vlad Tenev                             |
| 2024 | Thunderbolts                             | James „Bucky“ Barnes / Winter Soldier  |
| 2024 | Jiný člověk                              | Edward Lemuel / Guy Moratz             |
| 2024 | The Apprentice: Příběh Trumpa            | Donald Trump                           |
| 2025 | Captain America - nový svět              | James ,,Bucky" Barnes / Winter Soldier |

### Televize
| Rok       | Název                             | Role                                 | Poznámky                                                       |
| --------- | --------------------------------- | ------------------------------------ | -------------------------------------------------------------- |
| 2003      | Zákon a pořádek                   | Justin Capshaw                       | 1 díl                                                          |
| 2007–2010 | Super drbna                       | Carter Baizen                        | 11 dílů                                                        |
| 2009      | Kings                             | Jonathan „Jack“ Benjamin             | hlavní role, 12 dílů                                           |
| 2012      | Bylo, nebylo                      | Kloboučník / Jefferson               | 6 dílů                                                         |
| 2012      | Politická hra                     | Thomas „T. J.“ Hammond               | minisérie, 6 dílů                                              |
| 2012      | Labyrint                          | Will Franklin                        | minisérie, 2 díly                                              |
| 2017      | K smrti trapný                    | Clay Appuzzo                         | díl: „Pilot“                                                   |
| 2021      | The Falcon and the Winter Soldier | Bucky Barnes / Winter Soldier        |                                                                |
| 2021      | What If...?                       | Bucky Barnes / Winter Soldier (hlas) | hostující role                                                 |
| 2021      | Marvel Studios: Assembled         | on sám                               | dokument, díl: The Making of The Falcon and the Winter Soldier |
| 2022      | Pam & Tommy                       | Tommy Lee                            | hlavní role                                                    |

### Videohra
| Rok  | Název                          | Role         |
| ---- | ------------------------------ | ------------ |
| 2011 | Captain America: Super Soldier | Bucky Barnes |

### Videoklipy
| Rok  | Název skladby  | Role   | Umělec            |
| ---- | -------------- | ------ | ----------------- |
| 2008 | „Wake Up Call“ | přítel | Hayden Panettiere |